# Доротея фон Брауншвайг-Волфенбютел
Доротея фон Брауншвайг-Волфенбютел (на немски: Dorothea von Braunschweig-Wolfenbüttel; * 8 юли 1596, Волфенбютел; † 1 септември 1643, Хале/Заале) от род Велфи (Среден Дом Брауншвайг), е принцеса от Брауншвайг-Волфенбютел и чрез женитба маркграфиня на Бранденбург.

## Живот
Тя е четвъртата дъщеря на Хайнрих Юлий (1564 – 1613), княз на Брауншвайг-Волфенбютел, и втората му съпруга принцеса Елизабет Датска (1573–1626), най-възрастната дъщеря на крал Фридрих II от Дания.
Доротея се омъжва на 1 януари 1615 г. във Волфенбютел за маркграф Кристиан Вилхелм фон Бранденбург (1587 – 1665) от род Хоенцолерн, архиепископ/администратор на Магдебург. Тя е първата му съпруга.
Доротея умира в Хале, резиденцията на нейния съпруг като администратор на Магдебург, и е погребана в Братската църква на Алтенбург.

## Деца
- София Елизабет (1616 – 1650), омъжена през 1638 г. за херцог Фридрих Вилхелм II от Саксония-Алтенбург (1603 – 1669). Бракът е бездетен.